# رهویردت
رهویردت (به آلمانی: Rheurdt) یک شهر در آلمان است که در کلفه واقع شده‌است. رهویردت ۶٬۶۵۱ نفر جمعیت دارد.